# 7058 Al-Ṭūsī
7058 Al-Ṭūsī eller 1990 SN1 är en asteroid i huvudbältet som upptäcktes den 16 september 1990 av den amerikanske astronomen Henry E. Holt vid Palomarobservatoriet. Den är uppkallad efter den persiske matematikern och astronomen Sharaf al-Dīn al-Ṭūsīharaf.
Asteroiden har en diameter på ungefär 6 kilometer.